# Pau Gasol
Pau Gasol i Sàez (* 6. července 1980, Barcelona, Španělsko) je bývalý profesionální španělský basketbalista, který prošel několika kluby NBA.
V roce 2001 byl draftován týmem Atlanta Hawks, ten jej ale následně poslal do mužstva Memphis Grizzlies. V Memphisu se rychle zabydlel a byl zvolen nejlepším nováčkem v NBA. V letech 2009 a 2010 vyhrál s Los Angeles Lakers NBA a šestkrát byl nominován k NBA All-Star Game.
Na zahajovacím ceremoniálu Letních olympijských her 2012 v Londýně byl vlajkonošem španělské výpravy.
V roce 2021 byl zvolen členem Mezinárodního olympijského výboru. Je vyslancem dobré vůle Dětského fondu Organizace spojených národů a zakladatelem Gasolovy nadace, zaměřené na boj proti dětské obezitě.
Stal se mistrem světa v roce 2006 a mistrem Evropy v letech 2009, 2001 a 2015. S 1183 body je nejlepším střelcem v historii mistrovství Evropy v basketbalu mužů.
V říjnu 2021 oznámil ukončení kariéry.
Jeho mladším bratrem je Marc Gasol.

## Kariéra
- 1998–2001	FC Barcelona
- 2001–2008	Memphis Grizzlies
- 2008–2014	Los Angeles Lakers
- 2014–2016	Chicago Bulls
- 2016–2019	San Antonio Spurs
- 2019 Milwaukee Bucks
- 2021 FC Barcelona